# Urlabari
Urlabari (Nepali उर्लाबारी Urlabari) ist eine Stadt (Munizipalität) im östlichen Terai Nepals im Distrikt Morang.
Urlabari liegt 30 km östlich von Itahari an der Fernstraße Mahendra Rajmarg. Im Osten grenzt die Stadt an Damak. Urlabari war bis 2014 ein Village Development Committee. Am 18. Mai 2014 wurden Urlabari die Stadtrechte (Munizipalität) verliehen.
Das Stadtgebiet von Urlabari umfasst 28,59 km².

## Einwohner
Im Jahr 2001 hatte Urlabari 18.224 Einwohner.
Bei der Volkszählung 2011 betrug die Einwohnerzahl 35.166 (in 8165 Haushalten, davon 16.285 männlich).